# جيوفري جيرارد
جيوفري جيرارد (بالإنجليزية: Geoffrey Girard)‏ (26 ديسمبر 1967، فورتسبورغ في ألمانيا)؛ روائي ألماني.